# Späd taggäxing
Späd taggäxing (Cynosurus elegans) är en gräsart som beskrevs av René Louiche Desfontaines. Enligt Catalogue of Life ingår Späd taggäxing i släktet kamäxingar och familjen gräs, men enligt Dyntaxa är tillhörigheten istället släktet kamäxingar och familjen gräs. Arten förekommer tillfälligt i Sverige, men reproducerar sig inte. Inga underarter finns listade i Catalogue of Life.